# Desmodiastrum belgaumense
Desmodiastrum belgaumense là một loài thực vật có hoa trong họ Đậu. Loài này được (Wight) A.Pramanik & Thoth. miêu tả khoa học đầu tiên.